# Nadellaa
Nadellaa is een van de bewoonde eilanden van het Gaafu Dhaalu-atol behorende tot de Maldiven.

## Demografie
Nadellaa telt (stand juni 2007) 529 vrouwen en 535 mannen.